# Роскин, Владимир Осипович
Владимир Осипович (Иосифович) Роскин (17 мая 1896, Москва — 1984, Москва) — советский живописец, один из столпов советского плаката, мастер архитектурно-художественного проектирования. Работал в книжной графике, сценографии, станковой живописи, дизайне интерьера, обладатель Гран-при Всемирной выставки 1937 года в Париже.

## Биография
Родился в Москве в семье присяжного поверенного Московской судебной палаты Иосифа Гершевича (Григорьевича) Роскина и Веры Львовны Роскиной, урождённой Ривки Лейбовны Дынкиной (?—1946). Старший брат — Григорий Роскин, младший — Александр Роскин. 
В 1913 году одновременно с обучением в реальном училище посещал воскресные классы Строгановского училища, в 1915 году учился в школе Фёдора Рерберга, в 1916 году — в студии Ильи Машкова. Здесь его однокурсницей была Антонина Гумилина. В этом же году поступает в натурный класс Московской школы живописи, ваяния и зодчества.
В первые послереволюционные годы он работает в Отделе народного образования Московского Совета, а позже в Наркомпросе инструктором школьного отдела изобразительных искусств. Отдел ИЗО Наркомпроса формировал в это время коллекции губернских музеев и всевозможных художественных школ на местах. Роскин путешествовал по России с лекциями о современном искусстве и отбирал работы авангардистов для коллекций провинциальных музеев, которые просили привозить им образцы нового, «левого» искусства: произведения К. Малевича, М. Шагала, В. Кандинского, В. Татлина, О. Разановой, А. Родченко, В. Степановой, П. Кончаловского, А. Лентулова, Р. Фалька и других.
В это же время Владимир Маяковский пригласил Роскина сотрудничать в Окнах РОСТа. В 1920 году в «Окнах» печатаются плакаты: «В Америке сытно, в России голодно, но из Америки в Россию едут 15000 рабочих…», «В Германии независимых было два сорта: одни не боялись ни какого черта» (текст Рита Райт), «Рабочие и крестьяне, запомните истину эту: надо идти на фронт, надо помочь фронту, кроме самих себя у нас помощников нету» (текст Рита Райт). Работал над театральными постановками, в том числе над «Мистерией-Буфф», занимается станковой живописью, участвует в ряде выставок, работает художником-иллюстратором произведений Бориса Пастернака, Юрия Олеши, Алексея Толстого и других.
В 1921 году в Окнах Главполитпросвета печатаются плакаты Роскина: «Дорога к социалистическому строю», «Когда говоришь о товарообмене…», «Декрет об обязательном оспопрививании», «Для возрождения экономической мощи страны…» (текст Владимира Маяковского), «Ремонтируй с.-х. инвентарь. Получишь хлеб!» (текст Риты Райт).

Владимир Осипович был одним из первых даровитых оформителей книг Маяковского, с которым его связывали тесная дружба и карты. У этих художников хватало вкуса не ломаться под Маяковского, которого они боготворили, английский же стиль возник как самозащита. Все они принадлежали к авангарду и, не желая в годы торжества фотографического реализма отступиться от собственного лица, подались в оформители и если не вовсе забросили станковую живопись, то уже не выставлялись: маска невозмутимого, молчаливого джентльмена хорошо скрывала разочарование.— Юрий Нагибин
В 1928 году совместно с коллективом Эля Лисицкого участвовал в проектировании и оформлении Международной выставки печати «Пресса» в Кёльне.
В 1930 году — главный художник советского отдела Международной выставки авиации в Берлине. Работал художником-оформителем на крупных международных выставках: в Лондоне (1930), на Международной выставке пушнины в Лейпциге (1932), на Всемирной выставке в Париже (1937), где получил Гран-при, на Всемирной выставке в Нью-Йорке (1938), где он совместно с К. Сапегиным оформлял зал «Трудовые резервы» и других. 
В 1933 году в Москве участвовал в выставке «Художники РСФСР за 15 лет».
В 1939 году — автор (совместно с Владимиром Храковским) проекта внутреннего оформления зала социалистического земледелия  Главного павильона ВСХВ. 
В начале Великой Отечественной войны эвакуируется вместе с семьёй в Уфу, затем в Свердловск. В 1941 году на фронте погиб младший брат Владимира Роскина — Александр и восемнадцатилетний сын от первого брака Ося.
В 1943 году возвратился из эвакуации в Москву, где во время войны погибло собрание работ, оставленное им перед отъездом. 
В 1944 году Роскин совместно с Алексей Левиным (1893—1967) оформлял выставку-праздник «Годовщина освобождения Донбаса от гитлеровских захватчиков» в Сталино, приуроченную к первой годовщине освобождения Донбасса. 
В 1948 году за иллюстрации к книге Павла Бажова «Живинка в деле» Роскин был подвергнут журналом «Крокодил» резкой критике и обвинениям в формализме.
В 1955—1956 годах — главный художник павильона «Атомная энергия в мирных целях» на ВСХВ.
В 1960-е годы Роскин создаёт графику на газетных страницах, переосмысляя конструктивистский опыт соединения изображения и текста: на лбу условной красавицы проступает логотип «Правды», а сквозь очертания лентуловских колоколен читается слог советской передовицы.
В 1967 году — председатель художественного совета Комитета декоративно-оформительского искусства. В этом же году был отстранен от должности за поддержку художника Оскара Рабина. 

И тут произошло нечто совершенно невероятное и неожиданное. Председатель худсовета Роскин вдруг встал на мою защиту. Его выступление сыграло большую роль на собрании. Он чудом выжил в сталинское время. Однако мечты о живописи в традиции двадцатых годов, особенно ему близких, пришлось оставить и заняться дизайном.— Оскар Рабин
В начале 1970-х годов Роскин делает эскиз панно «Маяковскому посвящается» для новой экспозиции музея Владимира Маяковского в Лубянском проезде, а затем создаёт ряд картин, в которых словно прослушивает прошлое и мечтает стать неким летописцем его. В «Прощании» (1973)  представлено последнее свидание художника с отцом, витрина с «Окнами РОСТА» показана в картине «Хорошее отношение к лошадям» (1977), продолжают тему «Мой век» (1974), «Окна РОСТА» (1975), «Полёт Уточкина» (1971). В это же время Владимир Роскин одним из первых начинает рисовать только-только появившимися в СССР фломастерами, виртуозно используя советский набор всего из четырёх цветов. 

Он хорошо видел, до последнего дня работал, у него появилась старческая глухота, ослабла память, но ни тени маразма. Опрятный, подтянутый, благожелательный, ни в чем не поддавшийся власти, не прельстившийся ни одним ее гостинцем, «ни единой долькой не отдалившейся от лица», он до конца остался джентльменом. Он был хорошим, талантливым художником, многое умел, участвовал в оформлении «эпохальных» объектов: советского павильона на Парижской выставке, сельхозвыставки, павильона в Брюсселе и т. д., но не имел ни одной награды, ни даже звания «заслуженного».— Юрий Нагибин

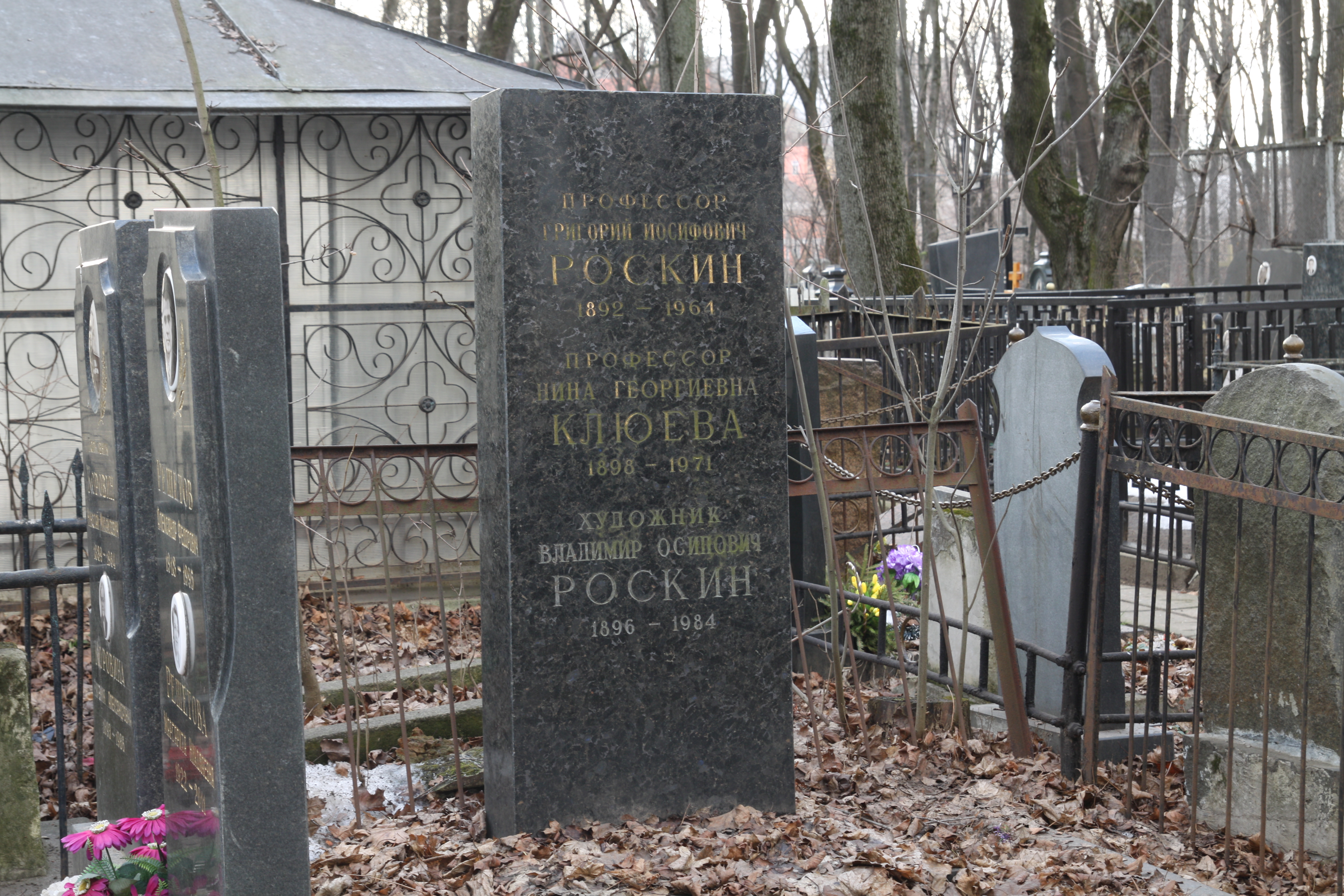
Могила В.И. Роскина на Введенском кладбище

Продолжал писать до последних дней своей жизни.
Умер в Москве в 1984 году. Похоронен на Введенском кладбище (8 участок), рядом со старшим братом Григорием и его женой.

### Семья
Сын от первого брака Иосиф погиб в 1941 году.
Вторым браком (с 1939 года) был женат на бывшей супруге писателя Валентина Катаева — одесской художнице Анне Сергеевне Катаевой (в девичестве Коваленко, 1903—1980), с которой проживал в Малом Головином переулке, дом 12 до конца жизни.

## Художественное наследие
Произведения Владимира Роскина входят в собрания ГМИИ имени А. С. Пушкина, Государственной Третьяковской галереи, Государственного Русского музея, Государственного музея В. В. Маяковского, Государственного литературного музея, галереи «Les Oreades-Ореады», Британского музея, а также находятся в российских и зарубежных частных коллекциях.
В Москве проводились посмертные персональные выставки художника:
- 2002 год — Выставка в галерее «LES OREADES» в рамках Московского Художественного Салона;
- Декабрь 2003 года — Выставка «Окна РОСТА Роскина» в помещении галереи ArtCollegia, подготовленная галереей «X»[15];
- 4 февраля — 30 марта 2010 года — Выставка «Я слышу голоса». Владимир Роскин. Живопись, организованная Российской Академией Искусств, галереей «Les Oreades — Ореады» и семьёй художника Владимира Роскина[24];
- 26 декабря 2012 — 20 января 2013 года — Выставка «Врывается XX век» в Сергиево-Посадском музее-заповеднике[25][26].